# Cyaniris ausonidarum
Cyaniris ausonidarum är en fjärilsart som beskrevs av Ruggero Verity 1919. Cyaniris ausonidarum ingår i släktet Cyaniris och familjen juvelvingar. Inga underarter finns listade i Catalogue of Life.